# Menino Deus (Porto Alegre)
Menino Deus es un barrio de la ciudad de Porto Alegre, Brasil. Fue creado por la Ley 2,022 del 7 de diciembre de 1959 y sus límites fueron cambiados por ley 4,685 del 21 de diciembre de 1979.

## Historia

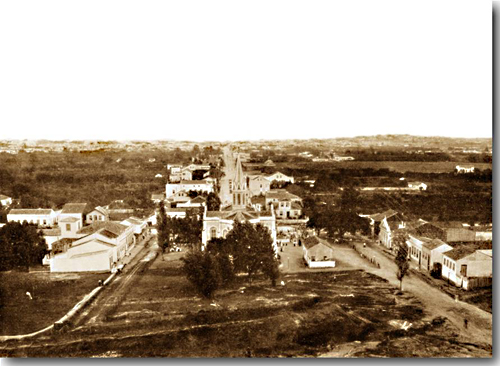
Fotografía de Menino Deus aún en formación, c. 1900, por Virgílio Calegari.

Menino Deus es considerado el arrabal más antiguo de Porto Alegre ya que fue el primer territorio en ser reconocido como un asentamiento semiindependiente del Centro Histórico con el que mantenía vínculos comerciales y adminsitrativos. Gran parte de su área pertenecía a Sebastião Francisco Chaves, dueño de la estancia São José.
El nombre se originó de la devoción al Niño Dios (en portugués: Menino Deus), traída a Porto Alegre por los colonos azorianos. En 1835 se inauguró la capilla de Menino Deus, cuyas fiestas navideñas atraían hasta a los moradores del centro de la ciudad y de otros barrios en formación. Las casas levantadas alrededor de la capilla y la apertura de nuevas calles impulsaron el desarrollo de la zona.
En la década de 1860, una línea de transporte pública llamada 
Na década de 1860, uma linha de transporte público conocida como maxambomba empezó a funcionar en Menino Deus pero, debido a su ineficiencia - circulaba sobre rieles de madera - acabó cediendo lugar a las líneas de tranvías jaladas por burros en 1873. En esa época, las casas del barrio pertenecían a las clases de mayor poder adquisitivo de la ciudad, cuyas fiestas parroquiales y actividades hicieron que el transido en Menino Deus fuera bastante movido. Los habitantes acostumbraban ir al Hipódromo riograndense (1888), exposiciones de agropecuaria y al estado de los Eucaliptos. Además, el Grêmio Náutico Gaúcho se constituyó como un tradicional club de barrio.
El vínculo de Menino Deus con Cidade Baixa y el centro se daba a través de la actual Avenida Getúlio Vargas, que empezaba en el puente sobre el arroyo Diluvio, levantado en 1850. Con la extensión de la Avenida Borges de Medeiros, en la década de 1950, luego de que se ganara al lago el terreno de la actual Praia de Belas, el acceso al barrio fue ampliado, facilitando su expansión y urbanización.